# Верхнепетровский
Верхнепетро́вский — хутор в Милютинском районе Ростовской области.
Входит в состав Маньково-Березовского сельского поселения.

## Население
| 2010 |
| ---- |
| 130  |

## Улицы
- ул. Гагарина,
- ул. Голикова,
- ул. Губанова,
- ул. Октябрьская,
- ул. Степная,
- ул. Тихона Хренникова,
- ул. Фатеева.